# トロ

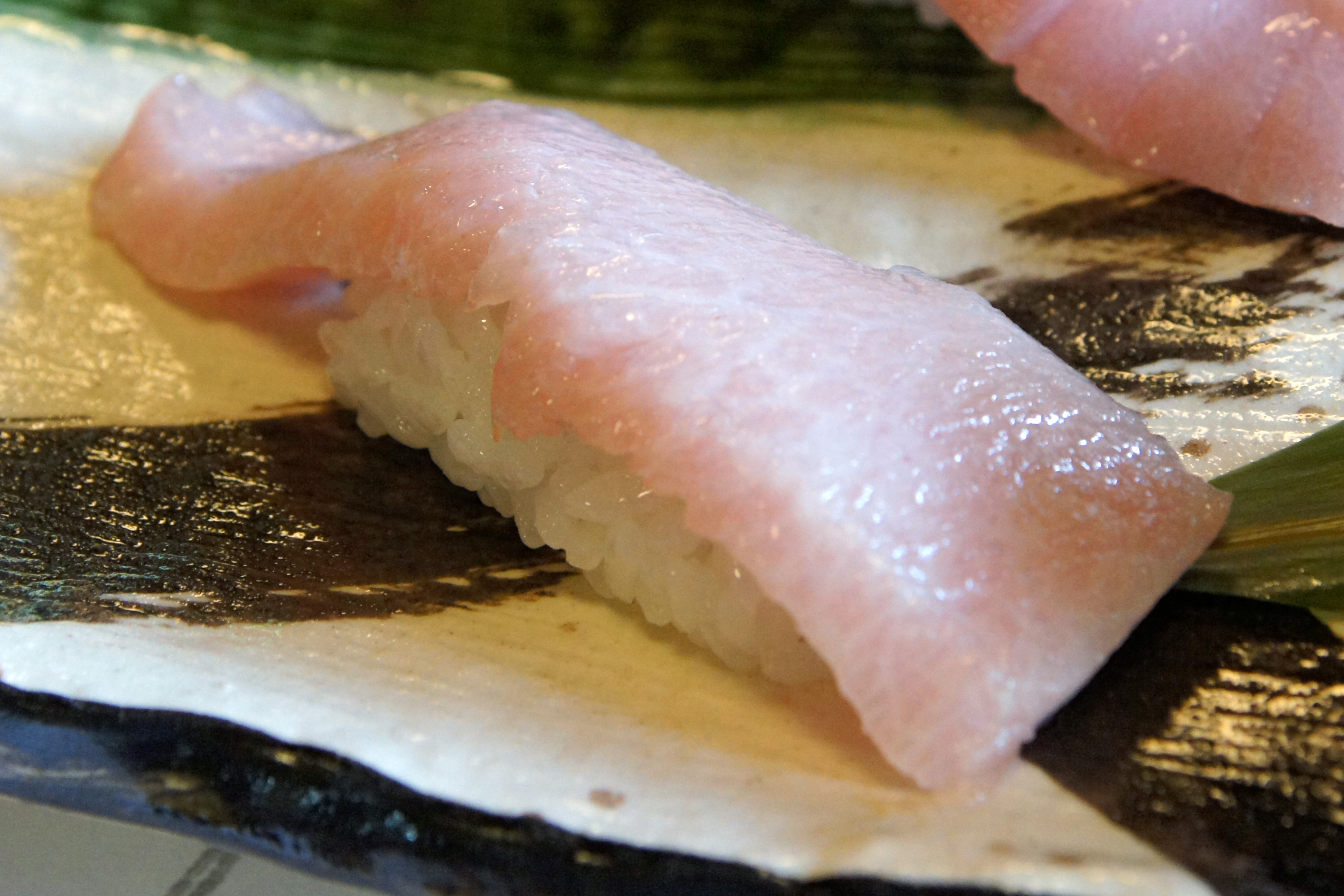
大トロの握り寿司

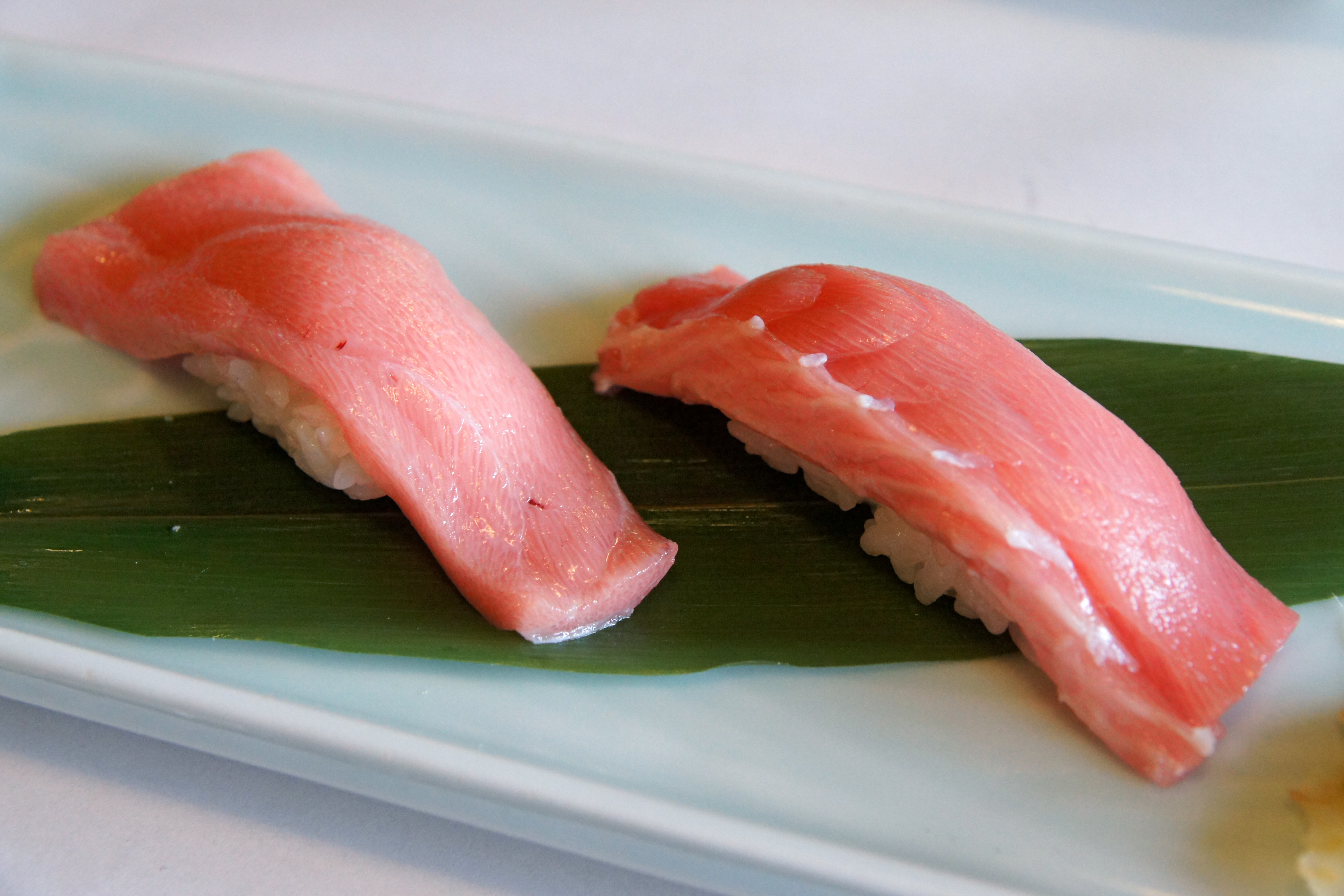
中トロの握り寿司

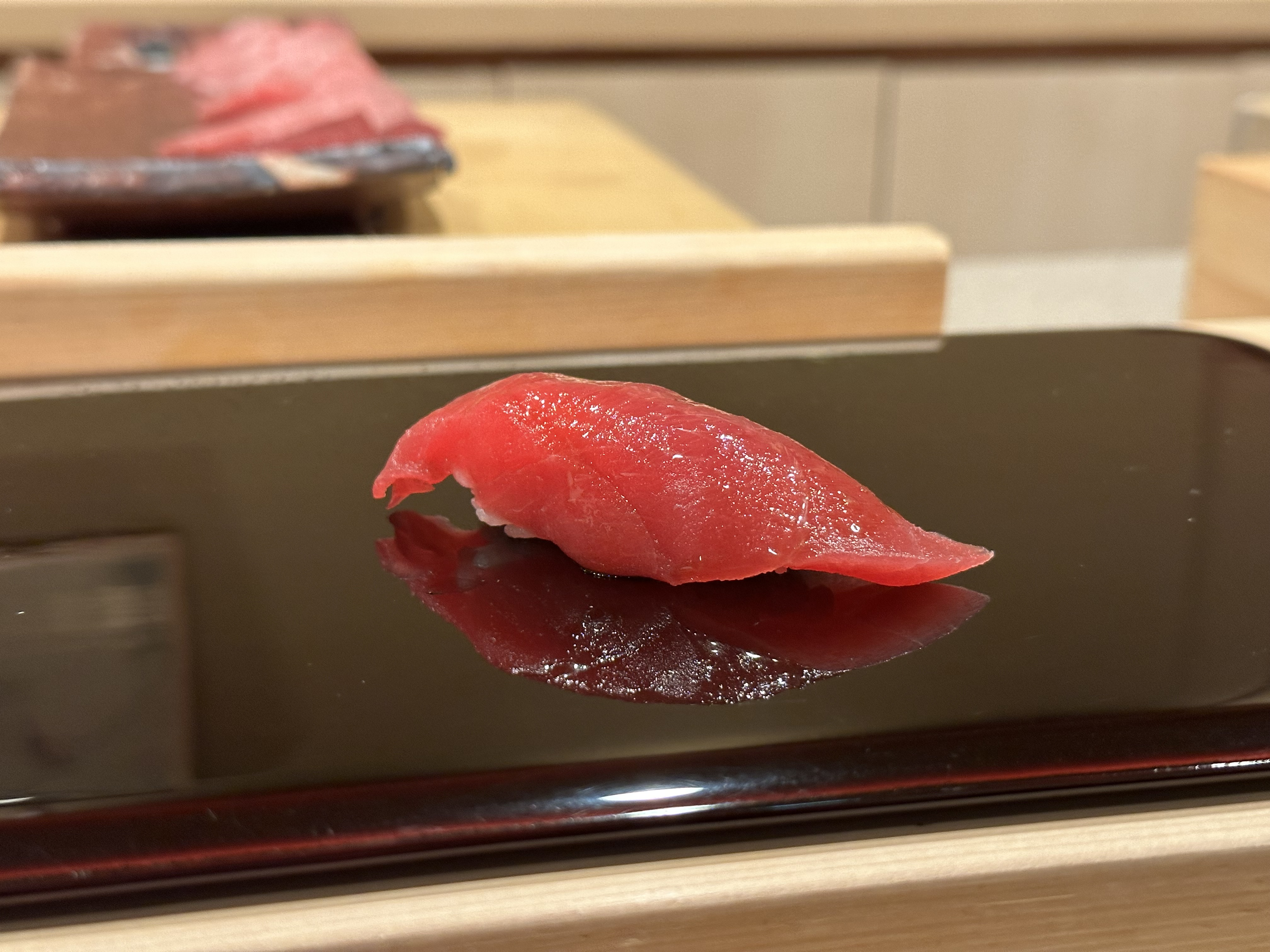
赤身の握り寿司

トロは、寿司のネタなどに使われるマグロの特定の部位の呼称。脂質の含量が高い腹部の身を指す。語源は肉質がトロリとしていることからで、吉野昇雄『鮓・鮨・すし-すしの事典』によれば、吉野鮨本店の客が「口に入れるとトロッとするから」と命名したとされる。この語の定着以前は脂身であることからアブと呼ばれていた。
かつての日本（特に江戸時代以前）ではマグロといえば赤身を指し、赤身に比べ品質が劣化しやすいトロの部分は上等な部位とは考えられていなかった。当時の日本人は白身のすっきりした旨みを好み、また、トロは脂肪分が多く水分を弾いてしまうので、赤身のように醤油に漬け込んでヅケにして保存することができなかった。今日では動物性脂肪の旨みが広く知られるようになったことと、冷凍/冷蔵-保存/輸送技術が向上したことから、トロの人気が高くなった。価格も近代になってから急激に上がり、現在では赤身の2倍以上の値段がつく。
特に、よく脂の乗った部分を「大トロ」、やや劣るものを「中トロ」と称する。大トロ・中トロ以外の部分は「赤身」または単に「マグロ」と称して、「トロ」とは別物とされる。一般に背肉より腹肉のほうが、後部肉より前部肉のほうが、内層肉より表層肉のほうが脂質の含量が高い。一般的に「大トロ」は腹肉前部、「中トロ」は腹肉後部である。昨今ではマグロの完全養殖により、｢全身がトロ｣などという個体も作れるようになった。
マグロの肉以外でも、脂が乗っている状態の肉をトロということがある。例えば、カツオの刺身の脂が乗った部分はトロカツオと呼ばれる。北海道では生の牛肉を使った牛とろ丼というご当地丼がある。豚肉においても豚トロと呼ばれる部位が販売されている。トロという言葉には肉の種類に明確な定義がなく、マグロのトロが持つ高級品としてのイメージを借りようとする販売戦略に利用されている。

また、マグロの中落ち部分や脂身をペースト状にしたものを「ネギトロ」と呼ぶ。一般には脂っぽい食感に由来する名称と解釈されているが、異説もある。
江戸時代までトロは「猫またぎ」と呼ばれ、猫ですらまたいで通り過ぎるほどの極めて価値の低い食材とされ、捨てられることがほとんどだった。